# Kościół św. Anny i św. Mikołaja w Krajence
Kościół Świętej Anny i Świętego Mikołaja w Krajence – rzymskokatolicki kościół parafialny w mieście Krajenka. Mieści się przy ulicy Szkolnej i należy do dekanatu Złotów II.

## Przebudowa z zamku

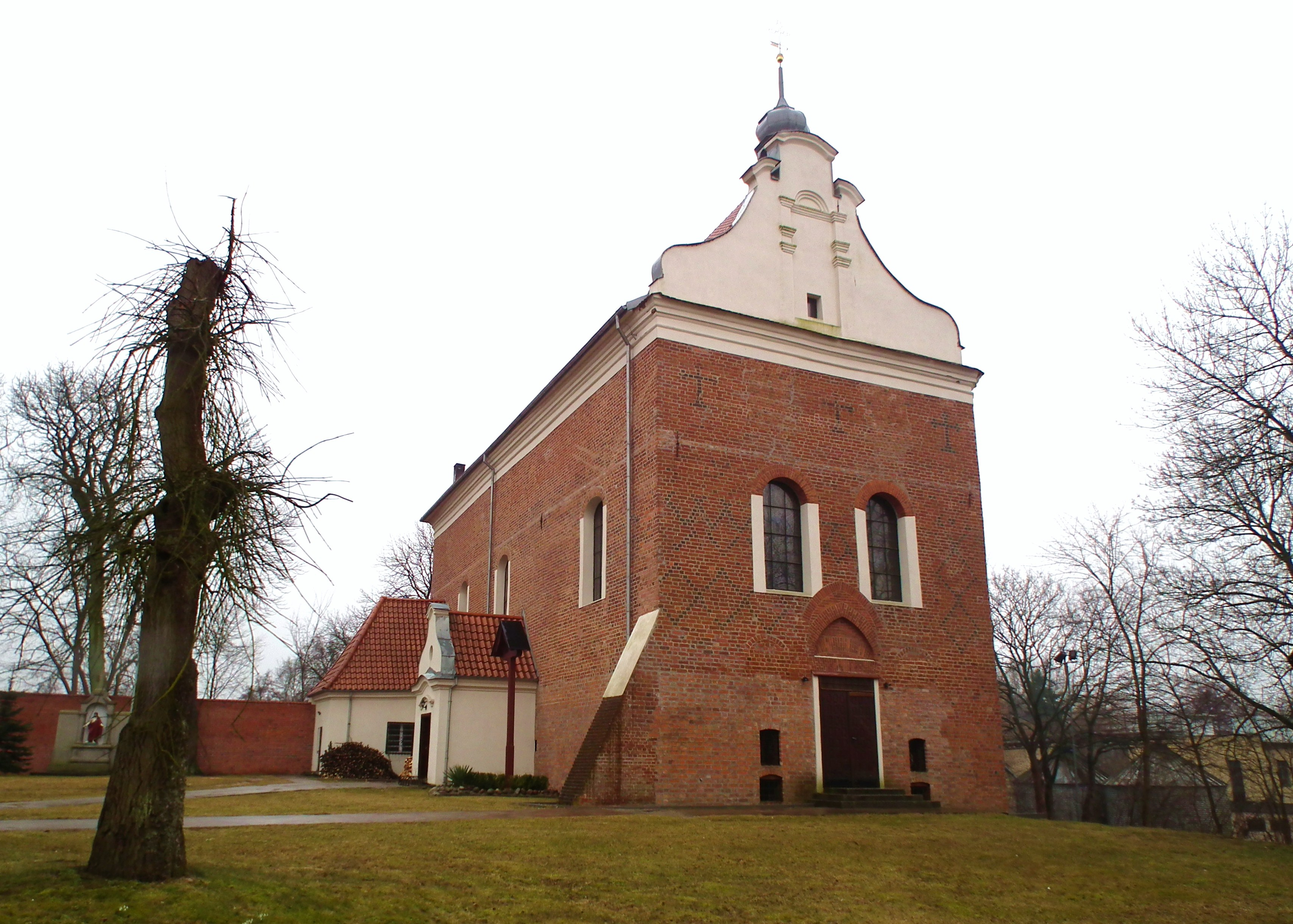
Widok ogólny

Jest to budowla przebudowana w 1774 z zachodniego skrzydła zrujnowanego zamku. Przebudowa na kościół obejmowała wyburzenie wszystkich ścian działowych i stropów, powiększenie niektórych otworów okiennych i zamurowanie innych, wystawienie nowej więźby dachowej i pokrycia dachowego, dobudowanie kruchty wschodniej i zakrystii. Wewnątrz budowli zostały wybudowane pilastry i gurty, ambona, empora organowa, żaglaste sklepienie nad kaplicą, powstało drewniane sklepienie pozorne nad nawą. Kaplica została utworzona w dawnym przyziemiu i części drugiej kondygnacji wieży zachodniej poprzez wyburzenie ściany łączącej ją z korpusem głównym. Zostało wykonane także odpowiednie późnobarokowe wyposażenie, w dużej skali zachowane do dziś.

## Wyposażenie
Kościół mieści 4 ołtarze, rokokową ambonę w kształcie dzioba okrętu, organy z 1886 roku wykonane przez Juliusza Witta z Gdańska.